# Redress
Redress (Eigenschreibweise REDRESS) ist der Name einer global operierenden britischen Menschenrechtsorganisation, die sich für Überlebende von Folter einsetzt. Die Organisation macht im Namen Betroffener weltweit rechtliche Ansprüche geltend, um Gerechtigkeit und Wiedergutmachung für die Verletzung ihrer Menschenrechte zu erhalten.

## Geschichte
Redress wurde 1992 von Keith Carmichael (1934–2024) gegründet. Er arbeitete als Geschäftsmann im Nahen Osten, wo er von 1981 bis 1984 ohne Anklage oder Gerichtsverfahren inhaftiert wurde.

## Aktivitäten
Die Aktivitäten von Redresszielen auf Entschädigung und Rehabilitation von Folterüberlebenden sowie auf offizielle Anerkennung des Unrechts und formelle Entschuldigung. Die Organisation bekämpft die Straflosigkeit von Tätern und setzt sich für rechtliche und politische Reformen zur Bekämpfung von Folter ein. Zu diesem Zweck wird Folteropfern Zugang zur Justiz vermittelt, und zwar durch Menschenrechtsklagen gegen Regierungen, Zivilklagen gegen Einzelpersonen und Strafklagen, in denen man sich dafür einsetzt, dass die Strafverfolgungsbehörden die Täter international verfolgen.
Die Organisation betreute 2024 über 60 Projekte in 38 Ländern weltweit, unter im Rahmen von Verfahren vor dem Europäischen Gerichtshof für Menschenrechte.

## Publikationen
Die Organisation veröffentlicht aus ihrem Fachgebiet Fachberichte, Informationsbroschüren sowie Stellungnahmen.

## Finanzierung
Die Organisation verfügte im Finanzjahr 2022/2023 über Einkünfte ausschließlich aus Spenden und gemeinnützigen Aktivitäten in Höhe von 1,94 Millionen britischen Pfund.

## Partnerschaften
Redress ist aktives Mitglied in internationalen Netzwerken, unter anderen in den nachstehend erwähnten Programmen:

### Global Initiative Against Impunity
Die  Global Initiative Against Impunity for International Crimes and Serious Human Rights Violations (deutsch: Globale Initiative gegen Straflosigkeit bei internationalen Verbrechen und schweren Menschenrechtsverletzungen) ist eine 2024 gegründete und von der Europäischen Union über vier Jahre kofinanzierte Initiative, die unter anderem auf die Verbesserung der Rechtsstaatlichkeit, der Standards für die Rechenschaftspflicht und der Prävention von Gräueltaten abzielt.
Partner:
- Civil Rights Defenders
- Coalition for the International Criminal Court[10]
- European Center for Constitutional and Human Rights
- Impunity Watch[11]
- International Federation for Human Rights[12]
- Parliamentarians for Global Action
- Redress[13]
- Trial International
- Women’s Initiatives for Gender Justice[14]
- Auschwitz Institute for the Prevention of Genocide and Mass Atrocities (AIPG)[15]
- International Commission of Jurists.

### International Accountability Platform for Belarus (IAPB)
Die International Accountability Platform for Belarus IAPB (deutsch: Internationale Plattform für Rechenschaftspflicht in Belarus) ein Zusammenschluss unabhängiger Nichtregierungsorganisationen, sammelt, verifiziert und bewahrt Beweise für mögliche internationale Verbrechen, welche von den belarussischen Behörden und anderen im Vorfeld und nach den Präsidentschaftswahlen 2020 begangen wurden. In der Steuergruppe von IAPB sind vertreten:
- Dignity - Dänisches Institut gegen Folter
- International Committee for the Investigation of Torture in Belarus[19]
- Menschenrechtszentrum Wiasna (Belarus)
- Redress

### United Against Torture Consortium (UATC)
Das United Against Torture Consortium (UATC) wurde 2023 gegründet und wird von der Europäischen Kommission finanziert.
Mitglieder:
- Association for the Prevention of Torture (APT)
- International Federation of Action by Christians for the Abolition of Torture (FIACAT)[21]
- International Rehabilitation Council for Torture Victims (IRCT)
- Omega Research Foundation[22]
- Redress[23]
- World Organisation Against Torture (OMCT)